# Matthew Wearn
Matthew Wearn, né le 30 septembre 1995 à Perth, est un skipper australien. Il a remporté la médaille d'or olympique en Laser en 2021 puis en 2024. 

## Palmarès
- Jeux olympiques de 2020 : 
  -  Médaille d'or en Laser
- Jeux olympiques de 2024 : 
  -  Médaille d'or en Laser